# 33 (số)
33 (ba mươi ba) là một số tự nhiên ngay sau 32 và ngay trước 34.